# Битва біля Козлуджі
Битва біля Козлуджі — зустрічна битва російсько-турецької війни 1768—1774 років, яка відбулась 9 (20) червня 1774 року поблизу м. Козлуджа (нині Суворово, Болгарія).

## Передумови
Кампанія 1774 року основною метою мала наступ на Шумлу, де знаходилась ставка великого візира.
За планом головнокомандувача російської армії П. О. Румянцева російські корпуси генерал-поручників О. В. Суворова і М. Ф. Каменського чисельністю 25 000 чоловік, переправившись через Дунай поблизу Гірсова та Ізмаїла, повинні були наступати на Базарджик з метою відволікти увагу турків від Шумли — пункту зосередження турецьких військ та головної мети дій російської армії.
Корпус Каменського, взявши з боєм 2 (13) червня Базарджик, 8 (19) червня поблизу Юшенли (6 км на схід від Козлуджі) з'єднався з корпусом Суворова.
В той же час 40-тисячна турецька армія під командуванням Абдул-Резака підійшла до Козлуджі.

## Хід бою
Між Юшенли та Козлуджею розташовувався Деліорманський ліс.
9 (20) червня штаб отримав звістку, що турки знаходяться на виході з Деліорманського лісу. Назустріч їм були відправлена кавалерія. Турки почали відступати і російська кавалерія заглибилась в ліс, на виході з якого на неї чекали турецькі війська. Вони атакували козачі загони, які були в авангарді, намагаючись відрізати їх від основних сил. Козаки почали відступати, внаслідок чого на вузькій стежці виникла тиснява та безлад. Каменський почав терміново виводити війська з лісу, відправивши підмогу козакам. Одночасно він викликав з російського табору піхоту. В результаті російські війська вийшли з лісу та вишикувались в бойовий порядок на виході з нього.
Спроби турків атакувати російські війська з різних флангів та зайти їм в тил не принесли їм успіху, і вони змушені були відступити. Суворов зі своїми військами став їх переслідувати, і, вийшовши з лісу, опинився перед пагорбами, де стояло турецьке військо, що прикривало Козлуджу. На допомогу йому Каменський відправив решту свого війська. Вишикувавши свої каре в одну лінію, Суворов розпочав наступ та захопив узвишшя, де розташовувались турки. Потім він піддав турків артилерійському обстрілу, після чого знову перейшов у наступ. Після 8-годинного бою турки відступили, кинувши свій табір.

## Наслідки
Перемога біля Козлуджі спричинила вплив на результат війни, відкривши росіянам шлях до останнього опорного пункту оборони турків — Шумлу.
10 (21) липня Туреччина змушена була укласти з Росією Кючук-Кайнарджійський мирний договір.